# مهدی اسماعیلی
مهدی اسماعیلی نماینده مجلس یازدهم و دوازدهم است. او در یازدهمین انتخابات مجلس شورای اسلامی با کسب ۱۶ هزار و ۸۶۶ رای از مجموع ۶۸ هزار و ۸۱۴ رای، از حوزه انتخابیه میانه از استان آذربایجان شرقی به مجلس راه یافت.
او نایب رئیس اول کمیسیون آموزش و تحقیقات در دوره یازدهم مجلس شورای اسلامی بود.